# The Cosmic Memoirs of the Late Great Rupert J. Rosinthrope
Albums de Shifted Phases
L.I.F.E.
(Drexciya Storm #5)) Mice Or Cyborg
(Drexciya Storm #7))
The Cosmic Memoirs Of The Late Great Rupert J. Rosinthrope est un album de Drexciya paru en 2002 sur le label Tresor. L'album a été publié sous le pseudonyme Shifted Phases.
The Cosmic Memoirs Of The Late Great Rupert J. Rosinthrope est le sixième album de la série des sept Drexciya Storms.

## Titres
| No  | Titre                            | Durée |
| --- | -------------------------------- | ----- |
| 1.  | Solar Wind                       | 6:21  |
| 2.  | White Dwarf                      | 3:43  |
| 3.  | Waveform Cascades                | 4:26  |
| 4.  | Dance Of The Celestial Druids    | 4:35  |
| 5.  | The Freak Show                   | 4:37  |
| 6.  | Implosive Regions                | 4:54  |
| 7.  | Lonely Journey Of The Comet Bopp | 4:35  |
| 8.  | Crossing Of The Sun-Ra Nebula    | 5:02  |
| 9.  | Scattering Pulsars               | 5:06  |
| 10. | Alien Vessel Distress Call       | 6:55  |
| 11. | Flux                             | 7:57  |